# Patriot Guard Riders
Die Patriot Guard Riders (PGR, etwa Motorradfahrer der patriotischen Wache) wurden 2005 in den USA gegründet anlässlich von provokativen Demonstrationen der sogenannten Westboro Baptist Church bei Trauerfeiern für gefallene US-Soldaten.
Der Prediger Fred Phelps (1929–2014) machte nach 2000 durch die Störung von Trauerfeiern Schlagzeilen. In seinen Augen hatten Soldaten, die für eine Regierung gefallen sind, die der „Homosexuellen-Problematik“ so tolerant gegenübersteht, kein Recht auf ein geordnetes Begräbnis oder eine christliche Totenfeier. Sein Hauptslogan war „God Hates Fags“ (dt. „Gott hasst Schwuchteln“). Die ursprünglich seinetwegen bei der Amerikanische Legion in Kansas gegründeten Patriot Guard Riders haben es sich zur Aufgabe gemacht haben, die trauernden Hinterbliebenen der Soldaten von den demonstrierenden Mitgliedern der Kirche abzuschirmen. Das kann durch bloße zahlreiche Präsenz geschehen, durch Abschirmen von Plakaten mit Motorrädern und Fahnen oder im Falle von Protestgeschrei durch Übertönen mit Gesang oder Motorgeräuschen.
Nach der Gründung im Jahre 2005 galt sie mit 1.500 Neueintritten pro Tag als eine der am schnellsten wachsenden Organisationen in den Vereinigten Staaten und hatte im Dezember 2009 180.000 Mitglieder. Im März 2011 wurden 220.000 Mitglieder angegeben. Die Organisation schützt und unterstützt unter dem Motto „Einstehen für diejenigen, die für uns eingestanden sind“ inzwischen Angehörige aller Einsatzkräfte, also auch von Polizei und Feuerwehr.
2011 drehte Ellen Frick einen Dokumentarfilm über die Patriot Guard Riders.

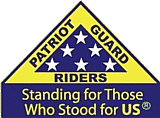
Logo
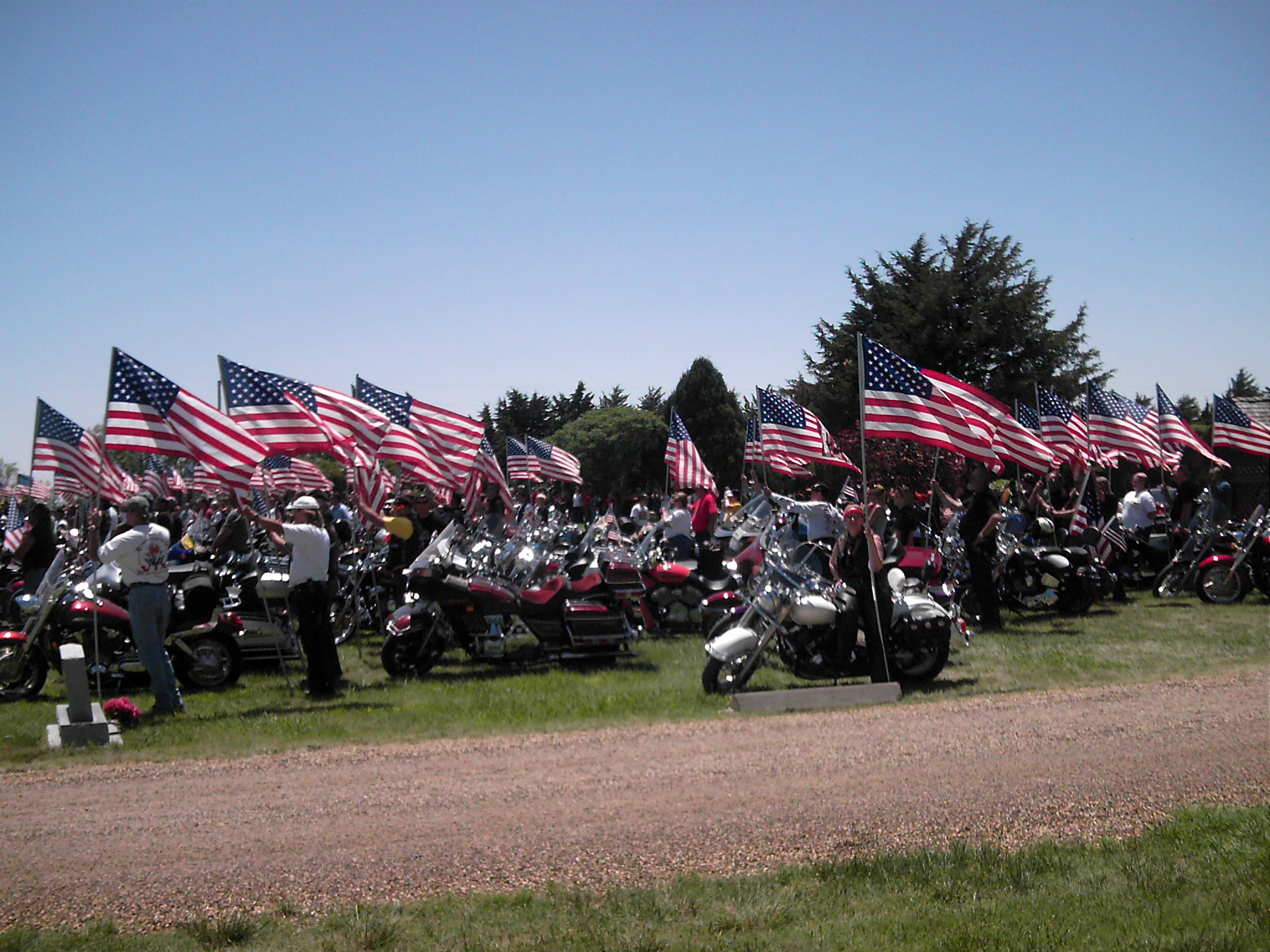
Versammlung mit Motorrädern und Fahnen
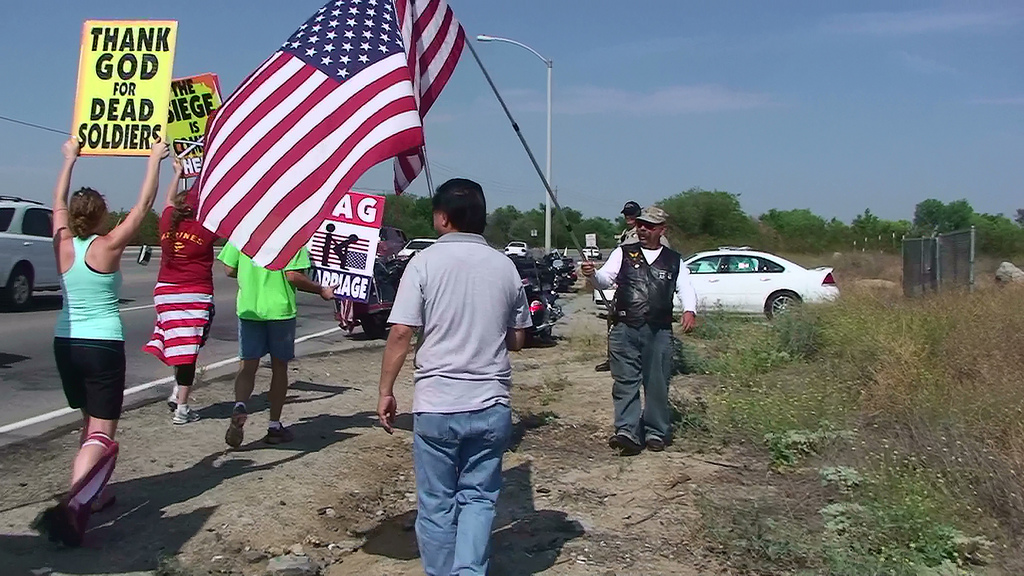
Gegenprotest mit US-Fahne